# Estación de Fuente del Arco
Fuente del Arco es un apeadero ferroviario situado en el municipio español de Fuente del Arco, en la provincia de Badajoz, comunidad autónoma de Extremadura. Cuenta con servicios de media distancia operados por Renfe.

## Situación ferroviaria
Las instalaciones están situadas en el punto kilométrico 118,3 de la línea férrea de ancho ibérico Mérida-Los Rosales, a una altitud de 611 metros, entre las estaciones de Llerena y de Guadalcanal. 

## Historia
La estación fue abierta al tráfico el 16 de enero de 1885 con la puesta en funcionamiento del tramo El Pedroso-Llerena de la línea férrea que pretendía unir Los Rosales con Mérida. Fue el último tramo en construirse debido a que era el más complejo de la línea, al atravesar Sierra Morena. Las obras corrieron a cargo de MZA, siendo este el único tramo que construyó la compañía, ya que el resto fue obra de Manuel Pastor, ingeniero de caminos que había logrado la concesión inicial en 1869. En 1895 se inauguró el ferrocarril Peñarroya-Fuente del Arco, de vía estrecha y carácter minero-industrial. La SMMP levantó un complejo ferroviario en frente de la estación de MZA, habilitándose diversas instalaciones que permitían el intercambio de mercancías y pasajeros.
En 1941, tras la nacionalización de los ferrocarriles de ancho ibérico, las instalaciones de MZA pasaron a ser gestionadas por RENFE. En 1970 se clausuró la cercana estación de vía estrecha, perdiéndose la posibilidad de transbordos hacia Peñarroya.
Desde el 31 de diciembre de 2004 Adif es la titular de las instalaciones.

## Servicios ferroviarios

### Media Distancia
Únicamente efectúa parada un tren MD por sentido que permite conexiones directas con Madrid, Plasencia, Cáceres, Mérida, Zafra y Sevilla. 
| Línea MD | Trenes | Origen/Destino               |  | Destino/Origen            |
| -------- | ------ | ---------------------------- |  | ------------------------- |
|          | MD     | Madrid-Atocha Cáceres Mérida |  | Zafra Sevilla-Santa Justa |